# Episodi di Crash (seconda stagione)
La seconda stagione della serie televisiva Crash è stata trasmessa negli Stati Uniti dal 18 settembre al 18 dicembre 2009 su Starz con due episodi settimanali.
In Italia la stagione va in onda in prima visione dal 28 luglio al 1º settembre 2010 su FX.
| nº | Titolo originale                   | Titolo italiano             | Prima TV USA      | Prima TV Italia   |
| -- | ---------------------------------- | --------------------------- | ----------------- | ----------------- |
| 1  | You Set the Scene                  | Il nuovo stadio             | 18 settembre 2009 | 28 luglio 2010    |
| 2  | Always See Your Face               | Quattro chiacchiere con Dio | 25 settembre 2009 | 28 luglio 2010    |
| 3  | The World's a Mess/It's in My Kiss | Il video                    | 3 ottobre 2009    | 4 agosto 2010     |
| 4  | Can't Explain                      | Risposte                    | 9 ottobre 2009    | 4 agosto 2010     |
| 5  | You, I'll Be Following             | I senzatetto                | 16 ottobre 2009   | 11 agosto 2010    |
| 6  | No Matter What You Do              | La dolce morte              | 30 ottobre 2009   | 11 agosto 2010    |
| 7  | Johnny Hit and Run Pauline         | Un incidente di percorso    | 6 novembre 2009   | 18 agosto 2010    |
| 8  | Lovers in Captivity                | Amori difficili             | 13 novembre 2009  | 18 agosto 2010    |
| 9  | Endangered Species                 | Blackout                    | 20 novembre 2009  | 25 agosto 2010    |
| 10 | Master of Puppets                  | Rivelazioni                 | 27 novembre 2009  | 25 agosto 2010    |
| 11 | Calm Like a Bomb                   | Calmo come una bomba        | 4 dicembre 2009   | 1º settembre 2010 |
| 12 | Alone Again Or...                  | Il gioco delle parti        | 11 dicembre 2009  | 1º settembre 2010 |
| 13 | Los Angeles                        | Los Angeles                 | 18 dicembre 2009  | 1º settembre 2010 |